# De dicto y de re
De dicto y de re son dos frases que se usan para marcar importantes distinciones en afirmaciones intencionales, asociados con operadores intencionales en muchas afirmaciones. Las distinciones son muy reconocidas en la filosofía del lenguaje y la metafísica. 
La traducción literal de la frase "de dicto" es "de la palabra" o "sobre lo dicho" mientras que "de re" se traduce como "de la cosa". El significado original de estas frases en latín era útil para entender el sentido viviente de las frases, y las distinción que ellas marcan. La distinción se entiende mejor con ejemplos de contextos intensionales de los cuales debemos considerar tres: un contexto de pensamiento, un contexto de deseo, y un contexto de modalidad.

## Ejemplo
A partir de la frase «José busca al perpetrador del crimen» podemos realizar las siguientes interpretaciones:
| De dicto: Puesto que la interpretación de dicto refiere a «lo dicho» por la expresión, José busca a una persona cualquiera que cumpla la condición dada por la expresión «perpetrador del crimen».                                                                                       |
| De re: Puesto que la interpretación de re refiere a «la cosa» en la expresión, José busca, no a una persona cualquiera, sino específicamente a aquella persona que resulta ser quien perpetró el crimen; por lo tanto, en esta interpretación se infiere que José ya sabe quién lo hizo. |

## Representación en lógica modal
La distinción entre de re y de dicto en lógica modal es una distinción de alcance, específicamente del alcance de un operador modal. Usualmente en lógica modal la necesidad se denota con el operador {\displaystyle \Box } junto a una proposición cualquiera {\displaystyle P}. La interpretación de {\displaystyle \Box P} puede anotarse como «en todos los mundos posibles, P es el caso».